# Aprionus latitegminis
Aprionus latitegminis är en tvåvingeart som beskrevs av Jaschhof 2009. Aprionus latitegminis ingår i släktet Aprionus, och familjen gallmyggor. Arten är reproducerande i Sverige.